# Una mà de contes
Una mà de contes és un programa de Televisió de Catalunya de l'any 2001 dirigit i realitzat per Manuel Barrios, que va emetre's per primer cop al canal de televisió K3. També s'ha emès al Canal Super3 i actualment s'emet al SX3.
A cada capítol d’Una mà de contes una veu en off explica una història al mateix temps que s’il·lustra. El que realment fa innovador i diferent aquest programa són les mans dels diferents artistes que hi participen i que dibuixen cada conte utilitzant els colors i les formes provinents de les aquarel·les, d’eines informàtiques o digitals, d’objectes quotidians, dels aliments, etc.
Els contes que apareixen al programa són tant d'origen tradicional català com contes d'arreu del món.
Al lloc web del programa s'hi poden trobar els contes narrats en diferents llengües, entre les quals hi ha el català, l'anglès (Draw me a story), l'àrab, l'aranès, el gallec (Unha manchea de contos), l'euskera (Irudi Mirudika) i l'italià (Disegnami una storia).

## Premis i reconeixements
- 2007 - Premi Nacional de Cultura[5]

- 2009 - Premi Junceda d’Honor[6]

- 2011 - Menció d’honor BaKaFORUM (Basel-Karlsruhe Forum on Educational and Societal TV and Media)[7]
- 2023 - Premi Especial de l'Associació (Premis Zapping)[8]